# Coryacris
Coryacris is een geslacht van rechtvleugeligen uit de familie Romaleidae. De wetenschappelijke naam van dit geslacht is voor het eerst geldig gepubliceerd in 1909 door Rehn.

## Soorten
Het geslacht Coryacris omvat de volgende soorten:
- Coryacris angustipennis Bruner, 1900
- Coryacris conspersipennis Bruner, 1911